# Sonic Seasonings
Sonic Seasonings è un album in studio della compositrice statunitense Wendy Carlos, pubblicato nel 1972.

## Composizione
I due LP dell'album contengono quattro brani meditativi, dedicati alle stagioni dell'anno, che presentano anche la tecnica del field recording. Nelle note di copertina della ristampa uscita nel 1998, Carlos dichiarò che la musica era "concepita per lavorare sui livelli del timbro e dell'esperienza", così come su di un terzo considerato "una vitale alternativa alle presentazioni acustiche e musicali dell'ambiente".

## Tracce

### Edizione originale
Tutti i brani sono stati composti e arrangiati da Wendy Carlos.
Lato A
1. Spring – 22:28
2. Summer – 21:44

Durata totale: 44:12
Lato B
1. Fall – 21:09
2. Winter – 20:41

Durata totale: 41:50

### Ristampa del 1998
Disco 1
1. Spring – 22:28
2. Summer – 21:44
3. Fall – 21:09

Durata totale: 65:21
Disco 2
1. Winter – 20:41
2. Winter (Outtake) – 5:21
3. Aurora Borealis – 19:55
4. Winter – 19:57

Durata totale: 65:54